# Rivière Pontax
Der Rivière Pontax ist ein Zufluss der James Bay in der kanadischen Provinz Québec. 

## Flusslauf
Der Fluss durchfließt auf einer Länge von 193 km (nach anderen Quellen 210 km) die Region Jamésie in der Verwaltungsregion Nord-du-Québec.
Seinen Ursprung hat der Rivière Pontax im See Lac Champion. Von dort fließt er in westlicher Richtung zur Rupert Bay im äußersten Süden der James Bay, wo er wenige Kilometer nördlich des Rivière Rupert seine Mündung hat.

## Abflusspegel
- Rivière Pontax am Pegel Rivière Pontax – hydrographische Daten bei R-ArcticNET
- Rivière Pontax bei Natural Resources Canada